# Смит, Фред (бас-гитарист)
Фред Смит (род. 10 апреля 1948, Нью-Йорк) — американский бас-гитарист, наиболее известный по работе с рок-группой Television. Он был первым басистом в группе Angel and the Snake, которая сменила название на Blondie и Banzai Babies, а затем на Blondie. Он ушел весной 1975 года, чтобы заменить Ричарда Хелла, покинувшего Television из-за разногласий с Томом Верленом. Хелл же отправился в The Heartbreakers к Джонни Тандерсу . В то время Television играли в CBGB вместе с Blondie. По словам Смита, «Blondie была похожа на тонущий корабль, а Television была моей любимой группой». Он оставался в группе до тех пор, пока они не распались в 1978 году, и вернулся к ним, когда они воссоединились в 1992 году; с тех пор группа играла от случая к случаю. Смит также участвовал в записи сольных альбомов гитаристов Television Тома Верлена и Ричарда Ллойда и играл с такими артистами, как The Roches, Willie Nile, Peregrins и The Revelons. С 1988 по 1989 год он играл на басу, записывался и гастролировал с The Fleshtones.
В 1999 году он и его жена, художница Паула Черегино, начали делать вино в своей квартире на Хьюстон-стрит в Ист-Виллидж в Нью-Йорке. В 2003 году они перенесли производство в Блумингтон, штат Нью-Йорк, а в 2007 году официально открыли свою кустарную винодельню Cereghino Smith.